# 鮮血の掟
『鮮血の掟』（せんけつのおきて）は、1934年（昭和9年）に日本で製作・公開されたサイレント映画である。製作・配給大都映画。

## スタッフ
- 監督 : 大江秀夫
- 原作・脚本 : 谷逸馬
- 撮影 : 岩藤隆光

## キャスト
- 隼秀人
- 琴糸路
- 高村栄一
- 清水明
- 横山文彦